# Frauenberg
Frauenberg (fràncic lorenès Frambursch) és un municipi francès situat al departament del Mosel·la i a la regió del Gran Est. L'any 2007 tenia 552 habitants.

## Demografia

### Població
El 2007 la població de fet de Frauenberg era de 552 persones. Hi havia 224 famílies, de les quals 48 eren unipersonals (24 homes vivint sols i 24 dones vivint soles), 64 parelles sense fills, 64 parelles amb fills i 48 famílies monoparentals amb fills.
La població ha evolucionat segons el següent gràfic:
Habitants censats

### Habitatges
El 2007 hi havia 244 habitatges, 230 eren l'habitatge principal de la família, 6 eren segones residències i 8 estaven desocupats. 210 eren cases i 34 eren apartaments. Dels 230 habitatges principals, 192 estaven ocupats pels seus propietaris, 36 estaven llogats i ocupats pels llogaters i 2 estaven cedits a títol gratuït; 7 tenien dues cambres, 13 en tenien tres, 40 en tenien quatre i 170 en tenien cinc o més. 208 habitatges disposaven pel capbaix d'una plaça de pàrquing. A 99 habitatges hi havia un automòbil i a 113 n'hi havia dos o més.

### Piràmide de població
La piràmide de població per edats i sexe el 2009 era:
| Homes | Edats   | Dones |
| ----- | ------- | ----- |
| 0     | 95 o +  | 0     |
| 0     | 90 a 94 | 0     |
| 0     | 85 a 89 | 4     |
| 0     | 80 a 84 | 4     |
| 4     | 75 a 79 | 8     |
| 12    | 70 a 74 | 0     |
| 12    | 65 a 69 | 20    |
| 8     | 60 a 64 | 24    |
| 32    | 55 a 59 | 8     |
| 12    | 50 a 54 | 24    |
| 12    | 45 a 49 | 12    |
| 28    | 40 a 44 | 48    |
| 40    | 35 a 39 | 40    |
| 16    | 30 a 34 | 16    |
| 12    | 25 a 29 | 16    |
| 12    | 20 a 24 | 16    |
| 32    | 15 a 19 | 8     |
| 28    | 10 a 14 | 4     |
| 20    | 5 a 9   | 12    |
| 8     | 0 a 4   | 24    |

## Economia
El 2007 la població en edat de treballar era de 372 persones, 261 eren actives i 111 eren inactives. De les 261 persones actives 241 estaven ocupades (126 homes i 115 dones) i 20 estaven aturades (13 homes i 7 dones). De les 111 persones inactives 46 estaven jubilades, 24 estaven estudiant i 41 estaven classificades com a «altres inactius».

### Ingressos
El 2009 a Frauenberg hi havia 223 unitats fiscals que integraven 525 persones, la mediana anual d'ingressos fiscals per persona era de 20.346 €.

### Activitats econòmiques
Dels 8 establiments que hi havia el 2007, 1 era d'una empresa extractiva, 1 d'una empresa de fabricació d'altres productes industrials, 1 d'una empresa de construcció, 2 d'empreses de comerç i reparació d'automòbils, 2 d'empreses d'hostatgeria i restauració i 1 d'una empresa de serveis.
Dels 3 establiments de servei als particulars que hi havia el 2009, 1 era una fusteria, 1 electricista i 1 restaurant.
Els 2 establiments comercials que hi havia el 2009 eren fleques.
L'any 2000 a Frauenberg hi havia 3 explotacions agrícoles.

## Equipaments sanitaris i escolars
El 2009 hi havia 1 escola maternal i 1 escola elemental.

## Poblacions més properes
El següent diagrama mostra les poblacions més properes.